# Pentagonia bonifaziana
Pentagonia bonifaziana là một loài thực vật có hoa trong họ Thiến thảo. Loài này được Cornejo mô tả khoa học đầu tiên năm 2006.